# Berisha
Berisha ist ein albanischer Familienname.

## Herkunft und Bedeutung
Berisha ist ein alter albanischer Volksstamm und namensgebend für eine Region in Nordalbanien südlich des Drin im Kreis Puka. Der Stamm gehört zu den ältesten Albaniens, dessen Wurzeln bis in das Jahr 1360 zurückreichen. Der Nachname Berisa wurde schon 1691 schriftlich erwähnt.
Am Ostufer des Vau-Deja-Stausees gibt es mehrere Dörfer, die Berisha als Namensbestandteil führen.

## Verbreitung
Der Name ist insbesondere im Norden Albaniens und bei den Albanern im benachbarten Kosovo verbreitet.
Im Kosovo ist Berisha der dritthäufigste Nachname und wurde 2011 von 43.727 Personen geführt, was 2,51 % der Gesamtbevölkerung ausmachte.
| Gemeinde     | Namensträger (2011) | Anteil an der Gemeindebevölkerung (2011) |
| ------------ | ------------------- | ---------------------------------------- |
| Deçan        | 865                 | 2,16                                     |
| Gjakova      | 2498                | 2,64                                     |
| Drenas       | 1549                | 2,65                                     |
| Kaçanik      | 1261                | 3,28                                     |
| Klina        | 3381                | 8,78                                     |
| Fushë Kosova | 1914                | 5,50                                     |
| Obiliq       | 822                 | 3,81                                     |
| Rahovec      | 2212                | 3,94                                     |
| Peja         | 5291                | 5,49                                     |
| Podujeva     | 2196                | 2,48                                     |
| Pristina     | 6136                | 3,09                                     |
| Prizren      | 4792                | 2,70                                     |
| Suhareka     | 1682                | 2,82                                     |
| Han i Elezit | 696                 | 7,40                                     |

## Namensträger
- Adelina Berisha (* 1990), kosovarische Sängerin
- Albin Berisha (* 2001), kosovarischer Fußballspieler
- Anita Berisha (* 1986), kroatische Filmschauspielerin
- Arijan Berisha (* 1978), albanischer Fußballspieler
- Bernard Berisha (* 1991), kosovarischer Fußballspieler
- Besart Berisha (* 1985), albanischer Fußballspieler
- Denis Berisha (* 1996), österreichischer Fußballspieler
- Etrit Berisha (* 1989), albanischer Fußballspieler
- Hasan Bej Prishtina (Hasan Berisha; 1873–1933), albanischer Politiker
- Ilir Berisha (* 1991), albanischer Fußballspieler
- Johan Berisha (* 1979), Schweizer Fußballspieler mit albanischen Wurzeln
- Kolë Berisha (* 1947), kosovarischer Politiker
- Liri Berisha (* 1948), albanische UNICEF-Botschafterin, Präsidentin des albanischen Kinderdorfs
- Lorent Berisha, Schweizer Sänger
- Marenglen Berisha (* 1984), albanisch-kosovarischer Wirtschaftswissenschaftler, Banker und Hochschuldekan
- Medon Berisha (* 2003), albanisch-kosovarischer Fußballspieler
- Mërgim Berisha (* 1998), deutscher Fußballspieler
- Muharrem Berisha (Mathematiker) (1942–2010), kosovarischer Mathematiker
- Muharrem Berisha (Gewichtheber) (* 1964), albanischer Gewichtheber
- Sadri Berisha (1937–1992), kosovarischer Gastarbeiter in Ostfildern ermordet, siehe Mord an Sadri Berisha
- Safet Berisha (1949–2016), albanischer Fußballspieler
- Sali Berisha (* 1944), albanischer Politiker und ehemaliger Staatspräsident
- Sedat Berisha (* 1989), albanisch-mazedonischer Fußballspieler
- Valon Berisha (* 1993), kosovarischer Fußballspieler
- Veton Berisha (* 1994), norwegischer Fußballspieler